# Ololygon faivovichi
Ololygon faivovichi é uma espécie de anfíbio da família Hylidae. Endêmica do  Brasil, onde pode ser encontrada na ilha dos Porcos Pequena, no município de Ubatuba, no estado de São Paulo.